# 横浜市立田奈中学校
横浜市立田奈中学校（よこはましりつ たなちゅうがっこう）は、神奈川県横浜市緑区長津田にある公立中学校。

## 概要
1947年（昭和22年）に開校した。2023年4月現在では生徒数は891人で、各学年8学級ずつとなっていて、横浜市内ではマンモス校である。
「田奈」という名は、三村合併のとき、恩田、長津田の「田」と、奈良の「奈」とをとり、「田奈」の地名がつくられたといわれている。
かつての田奈地域（近代村でいう都筑郡田奈村をさす）という歴史的名称から新学制準備委員会にて「田奈中学校」と命名された。この地域唯一の中学校として開校し、かつては奈良中学校・青葉台中学校・あかね台中学校区も通学区域だったが、現在は長津田小学校・長津田第二小学校・いぶき野小学校・横浜市立田奈小学校区からなる、緑区長津田・長津田町・いぶき野・長津田みなみ台を校区に持つ。

## 沿革
- 1947年（昭和22年）05月01日 田奈中学校創立[3]
- 1949年（昭和24年）12月18日 9教室が完成
- 1951年（昭和26年）08月15日 6教室を増築
- 1956年（昭和31年）07月04日 理科・家庭科教室を増築
- 1957年（昭和32年）10月25日 創立十周年記念式典。校旗、校歌を制定
- 1958年（昭和33年）03月04日 工業室、美術室を増築
- 1961年（昭和36年）05月16日 産業教育研究指定校となる。
- 1964年（昭和39年）08月04日 25ｍプールを竣工
- 1966年（昭和41年）02月09日 体育館を竣工
- 1967年（昭和42年）02月22日 鉄筋3階校舎を竣工（普通教室8、特別教室2）
- 1969年（昭和44年）04月08日 プレハブ2棟（4教室）が完成
- 1970年（昭和45年）04月21日 プレハブ1棟（2教室）が完成
- 1971年（昭和46年）03月31日 鉄筋校舎を増築（普通教室8、特別教室1、昇降口）
- 1972年（昭和47年）05月19日 鉄筋校舎を増築（普通教室10、特別教室2、管理室）
- 1973年（昭和48年）04月03日 青葉台中学校が分離独立開校
- 1981年（昭和56年）04月02日 奈良中学校が分離独立開校
- 1982年（昭和57年）03月20日 木造校舎の鉄筋化が完成
- 1987年（昭和62年）10月01日 視聴覚教室が完成
- 1989年（平成元年）03月03日 グラウンドのバレーコート・プールサイドのポラソィル（天候型）が完成
- 1993年（平成05年）03月31日 コンピュータールームが完成
- 1994年（平成06年）03月31日 格技場を新築
- 1996年（平成08年）11月18日 第2理科室が完成
- 1999年（平成11年）08月31日 A棟の耐震工事が完了
- 2007年（平成19年）04月01日 PSY（パイオニアスクール横浜）に指定され小中連携の取組を始める。
- 2008年（平成20年） 第二方面校（あかね台中学校）の開設準備委員会が発足
- 2009年（平成21年）02月 横浜市優秀教育実践校として表彰
- 2010年（平成22年）01月 かながわ部活ジュニア文化賞を受賞
- 2010年（平成22年）12月 全国中学校駅伝大会男子の部優勝
- 2011年（平成23年）04月01日 あかね台中学校が分離独立開校
- 2011年（平成23年）09月09日 図書室改修工事完了
- 2012年（平成24年）09月 普通教室エアコン設置工事完了
- 2016年（平成28年）12月01日 体育館多目的トイレ設置工事完了
- 2017年（平成29年）11月25日 創立70周年記念式典(祝賀会)
- 2019年（令和元年） 自動販売機設置
- 2020年（令和2年）3月 体育館改修工事完了

## 学校行事
- 文化祭 - 毎年10月に行われる。校内合唱コンクールを含む。
- 体育祭 - 毎年6月に行われる。（2017年は5月30日）
- マラソン大会 - 毎年11月に行われる。
- 百人一首大会
- 球技大会
- 生徒会 - 毎年6月に生徒総会を行っている。また臨時総会を行うこともある。
- かつては、学校独自の試みとして当用漢字テストが実施されていた。現在は、国語科の教科担任が自主的に行っている。

## 部活動
運動部
- 陸上部
- 野球部（男子）
- サッカー部（男子）
- ソフトテニス部（男子・女子）
- バスケットボール部（男子・女子）
- バレーボール部（男子・女子）
- バドミントン部
- 剣道部
- 卓球部

文化部
- 吹奏楽部
- 合唱部
- 英語部
- 将棋部
- 美術部
- 科学部

部活動への不参加も可
(順不同)

## 歴代校長
- 初代   小山唯治（1947年）
- 第02代 原寿次（1950年）
- 第03代 岡田義祐（1955年）
- 第04代 府川博（1962年）
- 第05代 峯尾正次（1965年）
- 第06代 奥田喜代治（1971年）
- 第07代 高野一彦（1974年）
- 第08代 小島清治（1977年）
- 第09代 堤穣（1981年）
- 第10代 柴崎孟（1984年）
- 第11代 柴山迪信（1987年）
- 第12代 若狭東一（1991年）
- 第13代 三島幸子（1994年）
- 第14代 富田知信（1996年）
- 第15代 奈良皓二（1999年）
- 第16代 安斎常雄（2001年）
- 第17代 近藤憲良（2004年）
- 第18代 金子清一（2007年）
- 第19代 稲田義郎（2012年）
- 第20代 星野久美子（2014年）
- 第21代 佐塚保恵（2017年）
- 第22代 井上菜穂子（2019年）

## 第二方面校建設
生徒数に対して敷地が狭いことから、長津田みなみ台の開発などによりこれ以上生徒数が増加すると物理的に飽和状態となってしまうことが懸念されている。田奈中学校の過大規模化および奈良中学校の大規模化への対策として、2011年（平成23年）4月開校を目指してあかね台に中学校を新設することになり、「横浜市立あかね台中学校」として2011年4月に予定通り開校した。あかね台中学校の通学区域は、奈良の丘小学校区と田奈小学校区のそれぞれ一部である。
しかし、長津田みなみ台方面の生徒が増加するのであれば当該地域に新設校を設置すべきとの意見もある。2012年4月現在、長津田駅前再開発によるタワーマンション、長津田みなみ台のさらなる開発によって年々生徒は増加していく傾向である。

## 主な進学高校
2005年度（平成17年度）からの学区撤廃以前は横浜北部学区に属していた。上位層は川和高校への進学が多く、毎年2桁の進学者を出している。また、霧が丘高校への進学者も多い。
- 神奈川県立磯子高等学校
- 神奈川県立市ヶ尾高等学校
- 神奈川県立荏田高等学校
- 神奈川県立川和高等学校
- 神奈川県立霧が丘高等学校
- 神奈川県立新栄高等学校
- 神奈川県立田奈高等学校
- 神奈川県立白山高等学校
- 神奈川県立元石川高等学校
- 神奈川県立大和高等学校
- 神奈川県立大和東高等学校

## 交通
- JR横浜線・東急田園都市線・東急こどもの国線 長津田駅より徒歩7分

## 学年色
本校では、学年ごとに赤・緑・黄のイメージカラーを設定している。この順番は、例えばある年に1年生が赤、2年生が緑、3年生が黄なら、翌年は1年生が黄、2年生が赤、3年生が緑・・・というようになり、一つの学年は3年間を通して同じ色を使う。
この学年色は、上履きや生徒手帳のカバー、体操着のふち、ジャージの名前の刺繍など様々なものに用いられる。しかし、黄学年の場合のみ、体操着のふちなど白いものの場合は色が見づらくなってしまうため青になっている。

## 主な出身者
- 遠藤雅伸（ゲームクリエイター）
- 飯尾一慶（サッカー選手）
- 柴戸海（サッカー選手）
- 山本さほ（漫画家）
- 北原雅彦（東京スカパラダイスオーケストラ トロンボーン奏者）